# Макаэ, Тумело
Тумело Макаэ (англ. Tumelo Makae; род. 24 августа 1996) — лесотский шоссейный велогонщик и маунтинбайкер.

## Карьера
Многократный чемпион Лесото по маунтинбайку и призёр чемпионата Лесото по шоссейному велоспорту. 
Неоднократно принимал участие в чемпионате мира и чемпионат Африки по маунтинбайку.
В 2014 году принял участие в Летних юношеских Олимпийских играх 2014.
В 2019 году принял участие в Африканских играх где выступил в дисциплинах кросс-кантри и кросс-кантри марафон
Пробывал квалифицироваться летние Олимпийских играх 2020 по маунтинбайку, но его страна не смогла войти в число 21 лучших стран мира по итогам квалификационного периода.
Участвовал в соревнованиях по маунтинбайку на Играх Содружества 2018 и Играх Содружества 2022 Помимо этого на церемонии открытия Игр Содружества 2022 вместе с легкоатлеткой Лерато Сейшел был знаменосцем.

## Достижения

### Шоссе
2022
3-й на Чемпионат Лесото — групповая гонка
2023
2-й на Чемпионат Лесото — групповая гонка

#### Рейтинги
| Год                 | 2022   | 2023   |
| ------------------- | ------ | ------ |
| Мировой рейтинг UCI | 1569-й | 1445-й |
| Африканский тур UCI | 87-й   | 83-й   |
|                     |        |        |
| Источник: UCI       |        |        |

### Маунтинбайк
2014
3-й на Чемпионат Лесото — кросс-кантри U19
2016
2-й на Чемпионат Лесото — кросс-кантри
2017
 Чемпионат Лесото — кросс-кантри
2-й на Чемпионат Лесото — кросс-кантри марафон
 Чемпионат Африки — кросс-кантри U19
2018
 Чемпионат Лесото — кросс-кантри
2019
 Чемпионат Лесото — кросс-кантри
2020
 Чемпионат Лесото — кросс-кантри
2022
 Чемпионат Лесото — кросс-кантри
2023
 Чемпионат Лесото — кросс-кантри
 Чемпионат Лесото — кросс-кантри шорт-трек